# Pierre Messmer
Pierre Messmer (født 20. marts 1916, død 29. august 2007) var en fransk politiker, der var landets premierminister 1972-1974. Messmer var gaullist og var premierminister under Georges Pompidou.
Da Pompidou døde i 1974 forsøgte Messmer at vinde sit partis nominering til embedet, men tabte til Valéry Giscard d'Estaing. De første par uger sad han som premierminister under Giscard d'Estaing, men blev derefter afløst af Jacques Chirac.